# Bibio fuligineus
Bibio fuligineus är en tvåvingeart som beskrevs av Luigi Bellardi 1859. Bibio fuligineus ingår i släktet Bibio och familjen hårmyggor. Inga underarter finns listade i Catalogue of Life.